# The King's Own Scottish Borderers
Le King's Own Scottish Borderers est un régiment d'infanterie de la British Army (armée de terre du Royaume-Uni), qui fait partie de la Scottish Division. Son quartier-général est à Berwick-on-Tweed, Northumberland, Angleterre.

## Historique
The King’s Own Scottish Borderers ou KOSB est levé en 1689 pour la défense d’Édimbourg et pour assurer la succession au trône d’Écosse d’un protestant. À cette date, il est connu comme le régiment d’Edimbourg. 

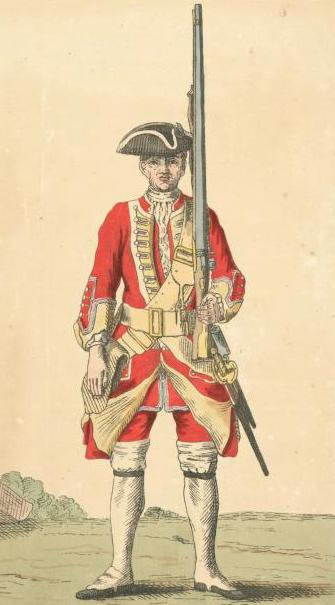
Uniforme de 1742.

De 1782 à 1805, The King’s Own Scottish Borderers porte le nom de 25e Régiment d’Infanterie (Sussex) (25th (Sussex) Regiment of Foot).

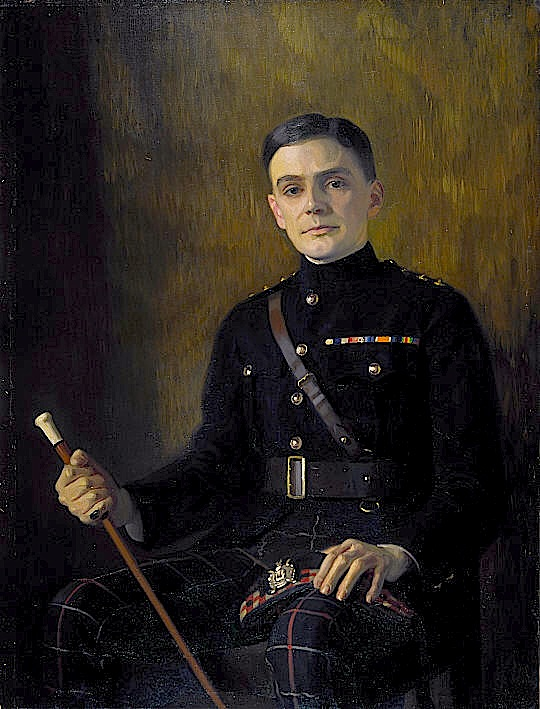
Charles Kenneth Scott Moncrieff par Edward Stanley Mercer pendant la Première Guerre mondiale.

En 1947, les 1er et 2e Bataillons fusionnèrent.
En 1991, le gouvernement britannique annonce la fusion du Royal Scots et du King’s Own Scottish Borderers. Toutefois, en raison d’une forte opposition populaire, il abandonne le projet. 
À la suite de la restructuration de l’Armée Britannique, The King’s Own Scottish Borderers a fusionné le 1er août 2006 avec The Royal Scots, pour créer The Royal Scots Borderers, 1st Battalion, The Royal Regiment of Scotland.
Le footballeur écossais Tommy Muirhead en a fait partie pendant la Première Guerre mondiale.